# Taras Vogla

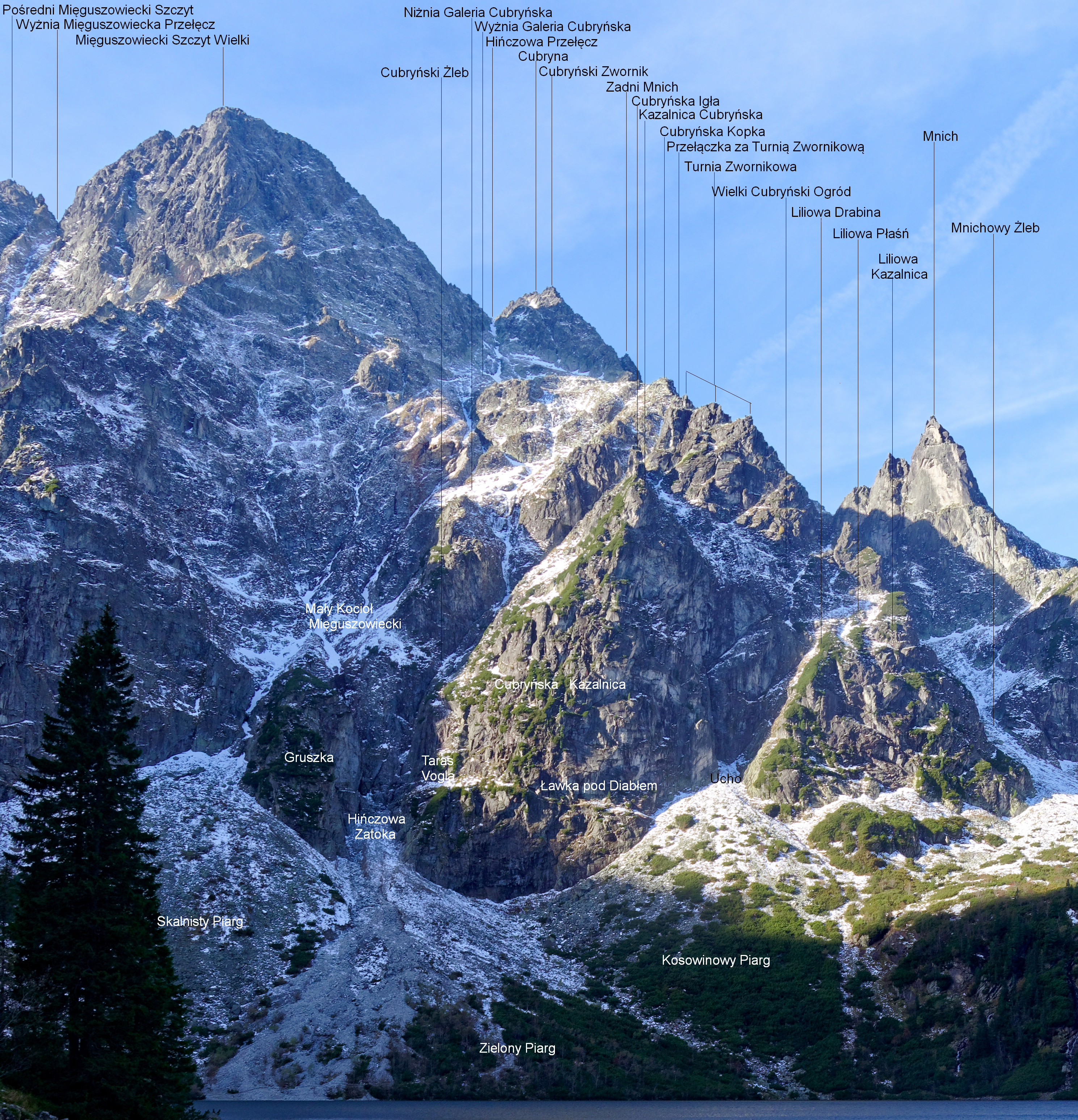

Taras Vogla (słow. Voglova terasa, niem. Vogel-Terrasse, węg. Vogel-terasz) – niewielki taras w masywie Cubryny nad Morskim Okiem w polskich Tatrach Wysokich. Znajduje się na północno-wschodniej ścianie wschodniego filara Turni Zwornikowej, nad Zielonym Piargiem. W opadające do Kotła Morskiego Oka skały wcina się tutaj Hińczowa Zatoka. Poniżej jej pierwszego progu skośnie w prawo prowadzą niezbyt strome płyty, którymi można wyjść na taras Vogla. Do Zielonego Piargu opada on ścianą o wysokości 70 m. Od Tarasu Vogla na prawo, w poprzek ściany prowadzi prawie poziomy zachód noszący nazwę Ławki pod Diabłem. Wraz z tarasem Vogla oddziela ona dolną część ściany nad piargiem (Półksiężyc), od górnej części ściany.
Nazwę tarasu wprowadził Władysław Cywiński w 8 tomie przewodnika „Tatry”.

## Drogi wspinaczkowe
Tarasem Vogla prowadzą drogi wspinaczkowe.
1. Droga Wallischa (z Hińczowej Zatoki na Przełączkę za Turnią Zwornikową); II w skali tatrzańskiej, 45 min
2. Droga Vogla (na szczyt Turni Zwornikowej); V, 4 h
3. Proxima; V, A2[3].